# Titularbistum Tokat degli Armeni
Tokat degli Armeni ist ein Titularbistum, das vom Papst an Titularbischöfe aus der mit Rom unierten armenisch-katholischen Kirche vergeben wird. 
Es geht zurück auf einen früheren Bischofssitz in der Stadt Tokat, die sich in der Provinz Tokat in der Türkei befindet.
| Titularbischöfe von Tokat degli Armeni |                      |                                   |                    |               |
| Nr.                                    | Name                 | Amt                               | von                | bis           |
| 1                                      | Vartan Achkarian CAM | Weihbischof in Kilikien (Libanon) | 28. September 1987 | 28. Juli 2012 |